# Viscum stenocarpum
Viscum stenocarpum är en sandelträdsväxtart som beskrevs av Danser. Viscum stenocarpum ingår i släktet mistlar, och familjen sandelträdsväxter. Inga underarter finns listade i Catalogue of Life.